# Ranfurly Point
Der Ranfurly Point ist eine niedrige und dennoch markante Landspitze in der antarktischen Ross Dependency. An den nördlichen Ausläufern der Supporters Range des Königin-Maud-Gebirges markiert sie den Ort der Einmündung des Keltie-Gletschers in den Beardmore-Gletscher. 
Der neuseeländische Kartograph Denys Rainey benannte sie nach Uchter Knox, 5. Earl of Ranfurly (1856–1933), Gouverneur Neuseelands von 1897 bis 1904.